# Marcelo Gastaldi
Marcelo Gastaldi Júnior (São Paulo, 20 de outubro de 1944 – São Paulo, 3 de agosto de 1995) foi um ator, humorista, cantor, compositor e dublador brasileiro, conhecido por ser a voz clássica de Chaves e Chapolin na dublagem brasileira, ambos interpretados por Chespirito, por ter integrado o grupo Os Iguais, e criado a cooperativa de dublagem Maga, que funcionava nos estúdios da TVS-SBT.

## Biografia e carreira
Como ator, participou de seriados dos anos 1960 e 1970, dentre eles Regina e o Dragão de Ouro. Trabalhou nas novelas Eu Amo Esse Homem, em 1964, da TV Paulista, Turbilhão, na RecordTV, Tchan, a Grande Sacada, na Rede Tupi, e Sombras do Passado, em 1983, produzida pelo SBT. Gastaldi ainda produziu e atuou em um seriado inspirado em Chaves junto com outros dubladores das séries, chamado Feroz e Mau-Mau, onde interpretava o personagem Mau-Mau.
Chegou ser um dos apresentadores de cursos Madureza, um supletivo de educação de jovens e adultos, produzido nos anos 70 pela TV Cultura de São Paulo. Eram aulas de matemática teatralizadas, onde ele contracenava com o ator Carlos Zara. Além de Gastaldi, vários atores participavam dessas aulas, por exemplo, Luís Carlos Arutin, Lutero Luiz, Luciano Ramos, Rodolfo Mayer além de Branca Ribeiro. Como cantor foi membro do grupo Os Iguais, da Jovem Guarda, junto com Mário Lúcio de Freitas, Antônio Marcos e Apollo Mori, além de cantor nas dublagens que realizou.

## Morte
Faleceu em 3 de agosto de 1995, com 50 anos de idade. Após sua morte, a família passou por necessidades e brigou por direitos autorais de suas dublagens, principalmente a do Chaves. Em 2011, o SBT foi condenado a indenizar os herdeiros de Gastaldi em R$ 150 mil por ter usado sua dublagem em Chaves e Chapolin durante anos sem pagar os direitos devidos.